# 日道伊·拉斯洛
日道伊·拉斯洛（匈牙利語：Zsidai László，1986年7月16日—），匈牙利足球運動員。在場上的位置是防守型中場。他現在效力於匈牙利足球甲級聯賽球隊德布勒森足球俱樂部。他也代表匈牙利國家足球隊參賽。